# 森昌夫
森 昌夫（もり まさお、1948年1月1日 - ）は、日本の研究者。
栃木県出身。復旦大学上海医学院顧問教授（旧上海医科大学 生薬学客員教授）。
微小循環研究所所長、和漢生薬研究所学術顧問。ＮＰＯ法人微小循環予防医学の会理事長。

## 研究等
- 薬用真菌類（霊芝など）の研究を手がけ現代病の克服の新しい理論を確立提唱している。
- 国際学会において、霊芝をテーマに長寿に関する研究発表を続けている。
- 「微小循環の流動性と酸素の供給」（末梢血管の血液の流動性）と疾病発生との関係理論にも特筆すべきものがある。
- 東洋医学の研究についての学会発表等も数多く、特に「生薬学と康復医学（健康を回復する医学）」を第三の医学としての必要性をいち早く主張した事への評価が高い。

## 業績等
- 1989年より、学術顧問先である株式会社和漢生薬研究所と旧上海医科大学（現 復旦大学）との「生薬・霊芝の科学的共同研究」の日本側研究チーム責任者として、当研究の推進に当たる。
- この研究成果をまとめた『霊芝研究1』は現在入手が困難となっているが、国立国会図書館をはじめ全国の図書館で閲覧することができる。
- 1993年、旧上海医科大学（現 復旦大学）との「霊芝」研究成果の発表に関して白玉蘭賞を受賞。
- 同時に、学会発表・TV等メディア出演・各種雑誌等への寄稿・全国での講演や講師として現在に至るまで幅広く活躍している。
- 近年は微小循環や生薬の研究だけでなく、日本全体での社会的経済的損失からの回復を願い『鬱』などストレス社会における予防・改善のために、アンチストレスを合言葉に各種研究機関や大小企業団体にてストレス予防（ストレスフリートレーニング）についての講演等も多い。
- 特定非営利活動法人ふるさとテレビ顧問就任

## 著書等
- 『甦れ、巨人選手たち霊芝で日本一だ』 東洋医学舎， 1984年，ISBN 4885800129
- 『医食同源のペプチド―やさしい病態栄養の知識』TEN BOOKS，1989年，ISBN 4876660123
- 『霊芝でみるみる血圧が下がった!! 』東洋医学舎，1985年，ISBN 4885800145
- 『霊芝研究1』上海医科大学出版社（1993年8月）
- 『手軽にできる家庭薬膳』社団法人北海道農業改良普及協会(2006年12月)
- 『曇りのち晴れ』美健ガイド社（2008年8月）